# Ecbolium clarkei
Ecbolium clarkei là một loài thực vật có hoa trong họ Ô rô. Loài này được Hiern mô tả khoa học đầu tiên năm 1900.